# Закария Палиашвили
Закария Палиашвили (на грузински: ზაქარია ფალიაშვილი, Закариа Палиашвили) (16 август 1871 г. – 6 октомври 1933 г.) е композитор, музиколог, народен артист на Грузинската ССР и класик на грузинската музика.
Автор е на хорали, романси и на знаковата за грузинската култура опера „Абесалом и Етери“. Полага основите на националния музикален език, като съчетава народните песни на различните грузински етноси, градския фолклор и специфичната грузинска хорова полифония с композиционните методи на западноевропейската и руската музика. Известен е също с руската версия на името си – Захарий Петрович Палиашвили.

## Биография

### Ранни години
Закария Палиашвили е роден на 16 август 1871 г. в Кутаиси, Грузия. Той е трето дете в многодетното семейството на Петър Палиашвили (1838 – 1913) и Мария Месаркишвили, има 12 братя и 5 сестри. Бащата е старейшина на Католическата църква в Кутаиси, пее в църковния хор. Семейството е много музикално – освен Закария, професионални музиканти стават 4 негови братя и една сестра. По този повод Закария Палиашвили пише в своите автобиографични бележки: „... в нашето голямо семейство моите братя и сестри демонстрираха природна дарба към музиката дори в ранното детство. Според мен, обяснение за това трябва да се търси в това, че ние, като католици, посещавахме църква, където сладките звуци на органната музика не само доставяха удоволствие, но и помагаха да се развие добър слух...“
Първи проявява музикални способности най-големият брат, Иване Палиашвили, станал впоследствие бележит диригент. На 11 години той е помощник на църковния органист, а 8-годишния Закария пее в църковния хор. Двамата вземат уроци по пиано при известния пианист и педагог Феликс Мизандари, който, знаейки за трудното финансово положение на семейството, обучава ги безплатно. Ръководството на Грузинската католическа църква научава за талантливите деца и пролетта на 1887 г. братята заминават за Тбилиси, където Иване е назначен като органист, а Закария като негов асистент и певец. Скоро след това цялото семейство се преселва в Тбилиси. Закария постъпва в Грузинския народен хор, основан през 1885 г. от известния обществен деятел Владимир (Ладо) Агниашвили. Хорът се ръководи от чешкия тенор Йозеф Навратил. Закария пее в него в продължение на три години.

### Музикално образование
Първоначалното си музикално образование Закария получава под ръководството на своя брат Иване. В 1889 г. Иване заминава за Русия, където е назначен като оперен диригент. Неговата длъжност на църковния органист получава Закария. След две години той постъпва в Тбилиското музикално училище, в класа по валдхорна. През 1895 г. е приет в класа по музикална композиция, воден от Николай Кленовский. По време на това обучение Палиашвили започва да композира, пише няколко пиеси. В 1896 г. прави първите си записи и обработки на грузински народни песни. През 1899 г. завършва музикалното училище с отличие. Същата година организира хор на работници и служещи, който изпълнява грузински и руски народни песни.
В края на август 1890 г. Закария заминава за Москва, където след успешни приемни изпити постъпва в Московската консерватория. Учи в класа по композиция при известен руски композитор Сергей Танеев, специалист по полифония. Фундаменталните познания, придобити при Танеев, съществено допринасят за израстване на Палиашвили като професионален композитор. В Москва организира хор на грузински студенти, който изпълнява народни песни, публикува сборници с тях, пише статии за грузинската музика. Завършва висшето си музикално образование през 1903 г. 

### Професионална дейност
След завършване на консерваторията Палиашвили се завръща в Тбилиси (1903 г.) и започва интензивна и многостранна дейност като педагог, диригент и органист. Преподава теория на музиката, ръководи хор и струнен оркестър в музикално училище и в грузински гимназии. Палиашвили взема активно участие в движение за създаване на национално изкуство – той е един от основателите на Грузинското филхармонично общество, по негова инициатива към обществото се организират хор, оркестър и музикална школа. През годините от 1908 до 1917 г. е директор на музикалната школа. От 1919 г. е професор в Тбилиската консерватория и неин директор в 1919 г., 1923 г. и 1929 – 1932 г. Активно работи за постановките на опери на грузински език, продължава своята дейност по събиране, изучаване и записване на грузински народни песни и през 1920 г. публикува сборник с 40 песни „Сборник грузинских народных песен, записанных с помощью фонографа в народной гармонизации“ (под псевдонима З. Палиев) и сборник с обработки на 8 грузински народни песни „Восемь грузинских народных песен“. Общият брой на събраните и записани от Палиашвили грузински песни е над 300.

### Личен живот
Съпругата на Закария Палиашвили е Юлия Уткина (Юлия Михайловна Уткина), дъщеря на влиятелен руски търговец. Те се запознават в Москва, женят през 1903 г., скоро се ражда техният син Ираклий. За Закария талантливото дете е най-голямата радост в живота и толкова по-голяма е неговата скръб, когато Ираклий умира на 11-годишна възраст. След неговата смърт композиторът спира да пише музиката за операта „Абесалом и Етери“, която вече бе започнал, отказва се от композирането. Връща се към него след като сънува, че Ираклий го моли да продължи работата върху операта.
Семейството осиновява племенницата на Закария Палиашвили, Юлия. Тя е дъщеря на брата на Закария, Николай Палиашвили, който единствен не следва семейната музикална традиция, а избира професията на лекар. Юлия впоследствие става оперна певица и преподавател по вокал в Тбилиската консерватория.

### Кончина
В началото на 1930-те години здравето на Палиашвили се влошава. През 1932 г. е диагностициран с рак на черния дроб, умира на 6 октомври 1933 г. Погребан е в градината на Тбилиския театър за опера и балет, който носи неговото име.

## Творчество
Московският период в живота на Палиашвили и запознаването му с традициите на руската музикална култура оказват голямо влияние върху неговото творчеството. Произведенията на композитора дълбоко национални по своята природа съчетават спецификата на народната грузинска музика с традициите на руската и световната класика. Палиашвили обединява многобройните диалекти на грузинския музикален фолклор и създава от различните му етнографски направления национален музикален език. Този език лежи в основата на грузинската музикална класика.
Палиашвили пише за симфоничен оркестър, хор, за глас и пиано (романси), но най-големите му постижения са свързани с оперната музика. Оперите му „Абесалом и Етери“ и „Даиси“ („Привечер“) заемат специално място в историята на грузинското музикално изкуство.

### Произведения
- „Абесалом и Етери“, премиера 21 февруари 1919 г., Национален театър за опера и балет, Тбилиси
- „Даиси“, премиера 19 декември 1923 г., Национален театър за опера и балет, Тбилиси
- Торжествена кантата, за 10-годишнината на Октомврийската революция, 1927 г.
- „Латавра“, премиера 16 март 1928, Национален театър за опера и балет, Тбилиси
- Грузинска сюита на народни теми за оркестър, 1928 г.
- Хорови песни: Дис мерцхали... (Днес лястовичките...), Приспивна (по думите на А. Церетели)
- За глас и пиано: романси по стихове на И. Чавчавадзе, И. Гришашвили, Д. Туманишвили
- Тависуплеба, националният химн на Грузия
- Грузински народни песни, обработени за смесен хор и пиано

## Памет
- От 1937 г. Грузинският театър за опера и балет носи името на Закария Палиашвили.[11]
- През 1959 г. в Тбилиси е основан Музей на Закария Палиашвили.[12]
- През 1971 и 2018 г. са издадени пощенски марки, посветени на композитора.
- През 1971 г. е учредена държавна награда на Грузинската ССР на името на Закария Палиашвили.[6]
- Юбилеен настолен медал „100 лет со дня рождения З.П.Палиашвили“.[13]
- Името на Закария Палиашвили носят улици в Тбилиси, Батуми, Кутаиси, Москва.
- В Тбилиси има две музикални училища, носещи името на композитора: Централно музикално училище №1 и Музикална школа №2.